# Hinrich Kroymann
Hinrich (Hinrichsen) Kroymann  (getauft am 6. Januar 1748 in Schuby; † 15. August 1823 ebenda) war ein deutscher Publizist und Verleger.

## Vorfahren
Kroymanns Vorfahren lebten als Bauern in Schuby. Sie trugen väterlicherseits den Nachnamen Hinrichsen, aber auch den Genanntnamen Kroymann, Kreuzmann oder Cräumann, der auf einen Flurnamen der Gemeinde Schuby zurückgeht. Mitte des 18. Jahrhunderts etablierte sich der Nachname Kroymann.
Kroymanns Vater Peter Hinrichsen, genannt Kroymann (getauft am 1. Mai 1711 in Schuby; † 4. August 1771 ebenda) war ein Halbhufner und verheiratet mit Catharina, geborene Hildebrandt (getauft am 31. März 1715 in Schuby; † 5. November 1797 ebenda). Die Vorfahren väterlicherseits waren der Halbhufner Jürgen Hinrichsen (1672–1751) und dessen Ehefrau Catharina, geborene Knuth (1680–1746). Die Vorfahren mütterlicherseits waren der Halbhufner Jürgen Ratje Hildebrandt (1685–1760) und dessen Ehefrau Maria, geborene Hinrichsen (1693–1781).
Kroymann hatte vier Brüder, darunter Jürgen und Hans, der am 5. Juli 1754 in Schuby geboren wurde, ab 1788 Organist an der Kopenhagener Garnisonskirche war, wo er einige Bedeutung erlangte, und 1808 in Kopenhagen starb.

## Leben und Wirken
Kroymann besuchte bis zur Konfirmation 1763 die Winterschule von Schuby. Danach arbeitete er auf dem Hof seines Vaters, den er 1771 übernahm. Häufig wanderte er durch das nähere Umland. Gleichzeitig wirkte er als Schulhalter von Schuby. 1776 überließ er seinem Bruder Peter die Hufe zur Pacht und zog nach Husum. Hier gründete er das Blatt Der verreiste Bauer …, das er in Flensburg drucken ließ. Außerdem stellte er den Antrag, als Schriftsteller zugelassen zu werden. Der Bürgermeister von Husum urteilte, dass Kroymann aufgrund „seines in der Jugend genossenen mangelhaften Unterrichts und … wegen seines burlesque comischen, affectirten, schwullstigen und unveränderlichen Stils zu der Zahl der unbequemen und elenden Scribenten gehöre“. Aus diesem Grund lehnte er Kroymanns Antrag 1777 ab. Die Zeitschrift hätte er weiter hinausgeben können, was er jedoch offensichtlich nicht tat.
Was Kroymann in den nächsten Jahren machte, ist nicht genau bekannt. Er selbst notierte 1798, dass er als „reisender Akkerbauer“ gearbeitet habe. 1799 veräußerte er den Hof in Schuby an seinen Bruder und lebte zeitweise in Hadersleben. Er reiste größtenteils zu Fuß und mit großen Entbehrungen durch die Herzogtümer, Dänemark, Deutschland und mehrere Länder Europas und erreichte angeblich die Türkei. Während der Reise arbeitete er als Landarbeiter, verwaltete Güter in Jütland und auf Fünen, beriet in landwirtschaftlichen Angelegenheiten und probierte Neuheiten aus. Er lernte die Ideen der Französischen Revolution und der Aufklärung mehr oder weniger umfangreich kennen und sagte, dass das „meine Universität“ gewesen sei.
Ab ungefähr 1783 gab Kroymann viele deutsch- und dänischsprachige Einzelschriften und Aufsätze heraus. Darin gab er Empfehlungen für die Verbesserung der Landwirtschaft, kritisierte den Umgang mit Leibeigenen stark, berichtete ungeschönt über die Not der Bauern, die aus der Verkoppelung resultierte, und schrieb über neue Verkehrsprojekte. Er erläuterte und berichtete auch über Themen aus den Bereichen der Administration, Ethik, Volkskunde, Kameralistik, Meteorologie und Philologie. Dabei zeigte er sich als sachkundiger, pazifistisch und human orientierter Autor.
1790 gründete Kroymann die Zeitschrift Der Monats-Correspondet. Das Blatt erschien in Hadersleben und enthielt praktische Ratschläge, komische, lehrreiche und erbauliche Geschichte und Gedichte, die er mitunter selbst dichtete. Ab 1792 hieß das Blatt Der Korrespondent. Kroymann beschwerte sich in dem Blatt über neue Belastungen für die Bauern und musste es daher noch 1792 aufgeben. Hinzu kam eine scharfe Verwarnung. 1794 gründete Kroymann in Hadersleben mit dem Sendebudet for Danskholsteen und Kroymanns Reisebemerkungen zwei neue Zeitschriften. In diesen kritisierte er erneut deutlich verschiedene Missstände und wurde zu einer zweiwöchigen Gefängnisstrafe verurteilt. Als Grund nannte die Behörde, dass er „bei den Bauern und niederen Volksklassen Unzufriedenheit mit ihrer Lage und Widersetzlichkeit gegen ihre Obrigkeit zu veranlassen“ versuche. Anschließend zog Kroymann aus Hadersleben fort und nahm ab 1802 bei Bratskov erfolgreich Eindeichungen und Meliorationsmaßnahmen vor. 1809 kaufte er Land in Nørre Skovsgaard und siedelte es bis 1814 auf. Danach lebte er abwechselnd in Brovst und Schuby, wo er 1780 eine Kate gekauft hatte, die Wohnsitz seiner Familie war.

## Familie
Kroymann heiratete am 11. Mai 1773 Agneta Hamann (getauft am 1. Oktober 1751 in Hüsby; † 28. Februar 1821 in Schuby), mit der er zwei Söhne und eine Tochter hatte.